# Manganstål

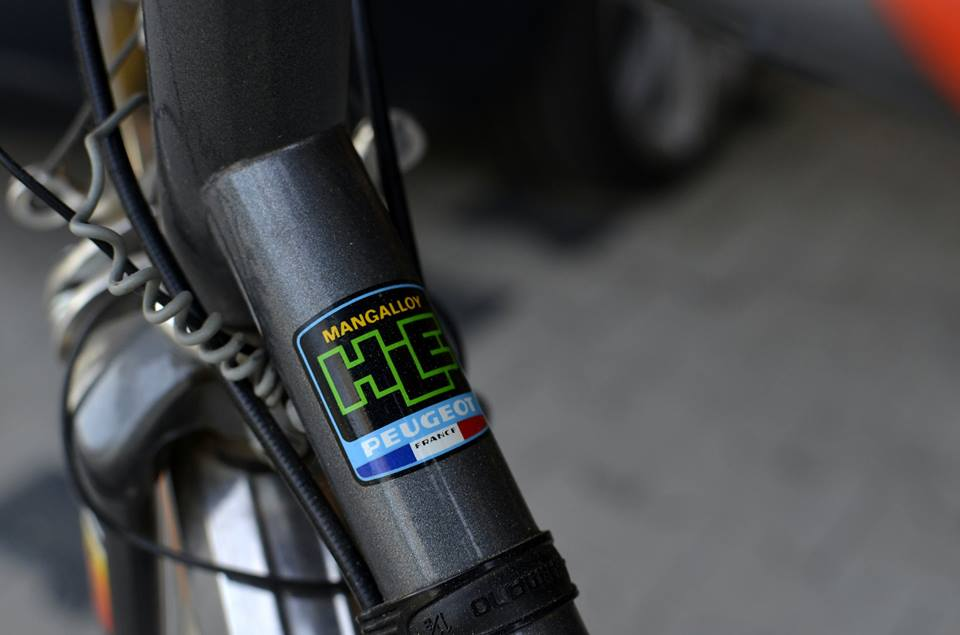
Etikett på en cykelram indikerar manganstål.

Manganstål eller Hadfieldstål, är ett samlingsnamn på stål som legerats med i genomsnitt 13 procent mangan. Höglegerat manganstål kännetecknas bland annat av att det har en mycket hög slaghållfasthet och motståndskraft mot mekanisk nötning och slitage i sitt arbetshärdade tillstånd. Manganstål används därför ofta som slitytor. Användningsområde kan bland annat vara tänder till grävskopor, krossplattor och dylikt. 

## Egenskaper
Manganstål tillverkas av legeringsstål, innehållande 0,8 till 1,25 procent kol, med 11 till 15 procent mangan. Manganstål är ett unikt ickemagnetiskt stål med extrema slitageskyddande egenskaper. Materialet är mycket motståndskraftigt mot nötning och kommer att uppnå upp till tre gånger sin ythårdhet under slagförhållanden, utan någon ökning av sprödhet som vanligtvis är förknippad med hårdhet. Detta gör att manganstål kan behålla sin seghet.
De flesta stål innehåller 0,15 till 0,8 procent mangan, medan höghållfasta legeringar innehåller ofta 1 till 1,8 procent mangan. Vid cirka 1,5 procent manganhalt blir stålet sprött och denna egenskap ökar tills cirka 4 till 5 procent manganhalt uppnås. Vid denna nivå kommer stålet att pulveriseras vid till exempel hammarslag. Ytterligare ökning av manganhalten kommer att öka både hårdhet och duktilitet. Vid cirka 10 procent manganhalt kommer stålet att förbli i sin austenitform vid rumstemperatur om det kyls korrekt. Både hårdhet och duktilitet når sina högsta punkter runt 12 procent, beroende på andra legeringsmedel. Det primära av dessa legeringsmedel är kol, eftersom tillsatsen av mangan till lågkolstål har liten effekt, men ökar dramatiskt med ökande kolinnehåll. Det ursprungliga Hadfieldstålet innehöll cirka 1,0 procent kol. Andra legeringsmedel kan vara metaller som nickel och krom, oftast tillsatt till austenitiska stål som en austenitstabilisator. Molybden och vanadin används i ickeaustenitiska stål som ferritstabilisator. Till och med ickemetalliska element som kisel kan vara aktuella.
Manganstål har moderat sträckgräns men mycket hög draghållfasthet, vanligtvis någonstans mellan 350 och 900 megapascal (MPa), som stiger snabbt när det hårdnar vid bearbetning. Till skillnad från andra former av stål "halsar det inte ner" (blir mindre vid den svagaste punkten), när det sträcker sig till bristningsgränsen utan drivs isär. Istället hårdnar metallhalsarna och draghållfastheten ökar till mycket höga nivåer, ibland så höga som 2 000 MPa. Detta gör att det intilliggande materialet halsar ner, härdar, och detta fortsätter tills hela biten är mycket längre och tunnare. Den typiska förlängningen kan vara var som helst från 18 till 65 procent, beroende på både legeringens exakta sammansättning och tidigare värmebehandlingar. Legeringar med manganinnehåll från 12 till 30 procent kan motstå försprödning av kyla, ibland till temperaturer ner till −127 °C.
Många av manganstålets användningsområden begränsas ofta av dess bearbetningssvårigheter och anses ibland ha "noll bearbetbarhet". Metallen kan inte mjukas upp genom glödgning och härdar snabbt under skär- och slipverktyg, vilket vanligtvis kräver specialverktyg för att bearbeta. Materialet kan borras med extrema svårigheter med diamant eller karbid. Även om det kan smidas från en gul värme, kan det smula om det hamras när det är vitvarmt och är mycket hårdare än kolstål vid uppvärmning. Den kan skäras med en oxiacetylenbrännare, men plasma- eller laserskärning är den föredragna metoden. Trots sin extrema hårdhet och draghållfasthet kanske materialet inte alltid är styvt. Den kan formas genom kallvalsning eller kallböjning.

## Historik

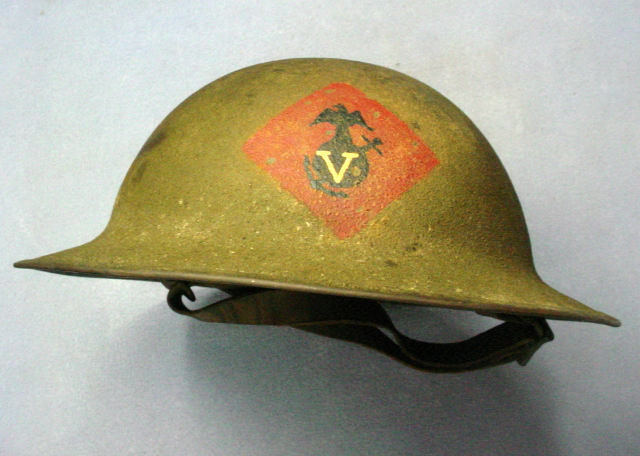
Brodiehjälm från första världskriget, tillverkad av Hadfield-stål

Manganstål skapades av Robert Hadfield 1882 och blev det första legerade stålet som både blev en kommersiell framgång och uppvisade beteenden som skiljer sig radikalt från kolstål. Således anses det allmänt att markera födelsen av legerade stål.
Hadfields uppfinning var den första legeringen av stål som visade stora skillnader i egenskaper jämfört med kolstål. I modern tid är det känt att mangan hämmar omvandlingen av den formbara austenitfasen till hård spröd martensit som äger rum för normala stål när de släcks i härdningsförfarandet. Austeniten i Hadfieldstål är termodynamiskt instabil och kommer att omvandlas till martensit när den utsätts för mekanisk påverkan och därmed bilda det hårda ytskiktet.
Hadfield patenterade sitt stål 1883, men tillbringade de kommande fem åren med att fullända blandningen, så presenterade den inte för allmänheten förrän 1887. Han bestämde sig slutligen för en legering innehållande 12 till 14 procent mangan och 1,0 procent kol, som var duktil nog för att vara indragen men så hård att den inte kunde skäras. Det blev det första legerade stålet som blev kommersiellt livskraftigt. Hadfield marknadsförde ursprungligen sitt stål för användning i järnvägar och spårvagnar, men började snabbt producera det för allt från sågplattor till kassaskåp.

## Användning
Manganstål har använts inom gruvindustrin, cementblandare, stenkrossar, järnvägsväxlar och korsningar, bandbanor för traktorer och andra miljöer med hög påverkan och slipmedel. Det används också i miljöer med hög påverkan som inuti en kulblästringsmaskin. Dessa legeringar hittar också nya användningsområden som kryogena stål på grund av deras höga hållfasthet vid mycket låga temperaturer.